# Helga Pollak-Kinsky
Helga Pollak-Kinsky (geboren 28. Mai 1930 in Wien, gestorben 14. November 2020) war eine Österreicherin, die den Holocaust überlebte.

## Leben
Helga Pollak wuchs in Wien als Tochter des Inhabers des Konzertcafés Palmhof in der Mariahilfer Straße 135 auf. Ihr Vater Otto Pollak (1894–1978) war Soldat im Ersten Weltkrieg gewesen und Kriegsversehrter. Helga Pollak war sieben Jahre alt, als nach dem so genannten Anschluss Österreichs die Juden auch in Wien verfolgt wurden. Sie wurde daher im Sommer 1938 bei Verwandten in Kyjov in der Tschechoslowakei untergebracht, wo sie die tschechische Schule besuchte und dafür erst einmal Tschechisch lernen musste.

Mädchenwohnheim L 410 (rechts von der Kirche) (aktuelles Foto aus Theresienstadt aus dem Jahr 2014)

Ihre Eltern hatten sich inzwischen getrennt, und die Mutter Frieda Pollak war nach Großbritannien emigriert. Nach der Zerschlagung der Tschechoslowakei im März 1939 sollte Helga Pollak mit einem Kindertransport des Hechaluz nach England in Sicherheit gebracht werden, was aber nicht gelang. Der Besuch der öffentlichen Schulen wurde den Juden verboten und Pollak besuchte bis 1941 die jüdische Schule in Brünn. Im Januar 1943 wurde sie mit ihrem Vater in das Ghetto Theresienstadt deportiert. Dort wurde sie in das Mädchenheim L 410 des Ghettos eingewiesen. In ihrem Tagebuch beschreibt Pollak mit den Augen und der Sprache eines Teenagers das Leben der Mädchen im Zimmer 28, den heimlichen Schulunterricht, peripher nur ihre Teilhabe an der Aufführung der Kinderoper Brundibár, die Chorstunden unter Rafael Schächter und die „Verschönerungsaktionen“ anlässlich der Besichtigung des Internationalen Roten Kreuzes. Sie war unter den Statisten, als Kurt Gerron gezwungen wurde, den Film Theresienstadt zu drehen. Von den fünfzig bis sechzig Mädchen, die im Laufe der Monate temporär im Zimmer 28 untergebracht worden waren, bevor sie deportiert wurden, blieben nur fünfzehn am Leben.
Am 23. Oktober 1944 wurde auch Pollak in das Konzentrationslager Auschwitz abtransportiert und von dort als KZ-Häftling zur Zwangsarbeit bei der Munitionsherstellung für die Deutsche Kühl- und Kraftmaschinen GmbH (Tochterfirma der DKW) nach Oederan in ein Außenlager des KZ Flossenbürg verlegt. Im April 1945 geriet sie mit einem Gefangenentransport wieder ins KZ Theresienstadt, wo sie mit ihrem Vater die Befreiung erlebte. Sie wurde zunächst einmal wegen der Fleckfiebergefahr in Quarantäne genommen. Von ihrer Familie in Kyjov waren 63 Menschen in Konzentrationslagern ermordet worden.
1946 zog Pollak zu ihrer Mutter nach London und besuchte dort ein College. 1951 heiratete sie einen jüdischen Deutschen, der sich in der Zeit des Nationalsozialismus nach Bangkok gerettet hatte. Sie bekamen zwei Kinder, lebten in Bangkok und Addis Abeba und kehrten 1957 nach Wien zurück. Pollak-Kinsky war aktives Mitglied der International Alliance of Women.
Die amerikanische Dokumentarfilmerin und Theresienstadtüberlebende Zuzana Justman drehte zwei Filme mit ihr: Terezín Diary (1989) und Voices of the Children (1997), der 1999 einen Emmy Award erhielt. Pollak-Kinsky organisierte seit 1991 mehrere Treffen der damaligen Bewohner des Zimmers 28. Hannelore Brenner-Wonschick hat die Gruppe dokumentiert und seit 2002 szenische Lesungen Kinskys aus ihrem Tagebuch organisiert. In Brenners Buch Die Mädchen von Zimmer 28 (2004) diente das Tagebuch als roter Faden, das Tagebuch selbst wurde 2014 kommentiert von Brenner herausgegeben.
Helga Pollak-Kinsky erhielt 2013 das Bundesverdienstkreuz am Bande der Bundesrepublik Deutschland. Im Januar 2014 war sie von den Vereinten Nationen eingeladen, bei der Holocaustgedenkfeier in Genf zu sprechen. Im Januar 2015 war sie eine von 19 Überlebenden des KZ Auschwitz, deren Erzählung in der umfassenden Titel-Reportage Die letzten Zeugen des deutschen Nachrichtenmagazins Der Spiegel aufgenommen wurde. Im April 2016 wurde sie mit dem Goldenen Verdienstzeichen des Landes Wien ausgezeichnet.

## Zitat
„In dem Transport, mit dem ich am 23. Oktober 1944 nach Auschwitz gebracht worden war, waren 1715 Menschen, 211 haben überlebt. Die meisten von uns wurden gleich nach der Ankunft in Auschwitz-Birkenau vergast. Ich hatte Glück, ich habe überlebt. Es war reiner Zufall. […] Ich kann sachlich über das Erlebte sprechen. Aber wenn ich an bestimmte Momente erinnert werde oder wenn ich bestimmte Musik höre, kommt alles wieder hoch. Dass wir wie Vieh behandelt wurden, dieser staatlich organisierte Massenmord – das werde ich nie verstehen. Wir sind doch Menschen wie alle anderen.“

## Schriften
- Mein Theresienstädter Tagebuch 1943–1944 und die Aufzeichnungen meines Vaters Otto Pollak. Mit historischen Fakten und Gesprächen mit Helga Kinsky ergänzt und herausgegeben von Hannelore Brenner. Edition Room 28, Berlin 2014, ISBN 978-3-00-043804-2.